# Campionati del mondo di atletica leggera indoor 2012 - Salto in lungo femminile

## Risultato

### Qualificazione
Si qualifica chi fa una misura di 6,75 m (Q) o rientra nelle prime 8.
| Rank | Nome                        | Nazione       | #1   | #2   | #3   | Ris  | Note  |
| ---- | --------------------------- | ------------- | ---- | ---- | ---- | ---- | ----- |
| 1    | Janay DeLoach               | Stati Uniti   | 6.52 | 6.55 | 6.90 | 6.90 | Q, SB |
| 2    | Shara Proctor               | Gran Bretagna | 6.52 | 6.86 |      | 6.86 | Q, NR |
| 3    | Brittney Reese              | Stati Uniti   | 6.72 | x    | 6.66 | 6.72 | q     |
| 4    | Bianca Stuart               | Bahamas       | 6.59 | x    | 6.70 | 6.70 | q     |
| 5    | Dar'ja Klišina              | Russia        | 6.56 | 6.65 | x    | 6.65 | q     |
| 6    | Viorica Ţigău               | Romania       | x    | 6.62 | 6.64 | 6.64 | q, SB |
| 7    | Veranika Šutkova            | Bielorussia   | x    | 6.63 | 6.44 | 6.63 | q     |
| 8    | Anastasija Mirončyk-Ivanova | Bielorussia   | x    | 6.60 | 6.62 | 6.62 | q     |
| 9    | Karin Melis Mey             | Turchia       | x    | 6.62 | x    | 6.62 |       |
| 10   | Elena Sokolova              | Russia        | x    | 6.58 | x    | 6.58 |       |
| 11   | Keila Costa                 | Brasile       | 6.16 | 6.42 | 6.45 | 6.45 | SB    |
| 12   | Irène Pusterla              | Svizzera      | 5.58 | 4.23 | 6.45 | 6.45 |       |
| 13   | Nadja Käther                | Germania      | 6.40 | x    | x    | 6.40 |       |
| 14   | Yuliya Tarasova             | Uzbekistan    | 6.37 | 6.24 | 6.34 | 6.37 | SB    |
| 15   | Concepción Montaner         | Spagna        | x    | 6.37 | x    | 6.37 |       |
| 16   | Inna Ahkozova               | Ucraina       | 6.32 | 6.15 | 6.18 | 6.32 |       |
| 17   | Cornelia Deiac              | Romania       | x    | 6.16 | x    | 6.16 |       |
| 18   | Aiga Grabuste               | Lettonia      | x    | x    | 6.08 | 6.08 |       |
| 19   | Marestella Torres           | Filippine     | 5.98 | 5.94 | x    | 5.98 | SB    |
|      | Lauma Grīva                 | Lettonia      | x    | x    | x    | NM   |       |

### Finale
La finale è cominciata alle 14:05
| Rank | Atleta                      | Nazione       | #1   | #2   | #3   | #4   | #5   | #6   | Risultato | Note       |
| ---- | --------------------------- | ------------- | ---- | ---- | ---- | ---- | ---- | ---- | --------- | ---------- |
| 1    | Brittney Reese              | Stati Uniti   | x    | x    | 6.82 | 6.92 | 6.73 | 7.23 | 7.23      | CR, AR, WL |
| 2    | Janay DeLoach               | Stati Uniti   | x    | 6.74 | 6.78 | 6.67 | 6.73 | 6.98 | 6.98      | SB         |
| 3    | Shara Proctor               | Gran Bretagna | x    | x    | 6.86 | 6.55 | 6.74 | 6.89 | 6.89      | NR         |
| 4    | Dar'ja Klišina              | Russia        | 6.70 | 6.85 | 6.44 | 6.53 | 6.71 | 6.78 | 6.85      |            |
| 5    | Anastasija Mirončyk-Ivanova | Bielorussia   | x    | x    | 6.48 | 6.64 | x    | 4.65 | 6.64      |            |
| 6    | Veranika Šutkova            | Bielorussia   | 6.58 | x    | x    | 6.63 | x    | 6.55 | 6.63      |            |
| 7    | Viorica Ţigău               | Romania       | 6.34 | x    | x    | 6.09 | x    | x    | 6.34      |            |
| 8    | Bianca Stuart               | Bahamas       | 4.71 | x    | x    | x    | x    | -    | 4.71      |            |